# Aina Maria Salom i Soler
Aina Maria Salom Soler (Palma, 4 de juliol de 1953) és una farmacèutica i política mallorquina, diputada al Parlament de les Illes Balears en la IV i V Legislatures en representació del Partit Socialista de les Illes Balears.
L'any 1979 es va llicenciar en Farmàcia per la Universitat de Barcelona. És, a més, especialista en Nutrició i Gerontologia. Va ser presidenta del Col·legi Oficial d'Apotecaris de les Illes Balears entre 1994 i 1997 i fundadora d'Apotecaris Solidaris. En la seva trajectòria política, l'any 1999 va ser triada diputada del Parlament de les Illes Balears i, poc després, Francesc Antich la va nomenar consellera de Salut del Govern balear. Amb ella al departament, les Illes Balears reberen la transferència de la gestió sanitària per part de l'Estat, per la qual cosa es va crear l'Ib-salut.
A les eleccions municipals espanyoles de 2007 fou escollida regidora de l'Ajuntament d'Esporles, a Mallorca. En 2007 fou condemnada a dos anys d'inhabilitació per la Sala Contenciosa Administrativa del Tribunal Superior de Justícia de les Illes Balears per violar la llei d'incompatibilitats en ser titular d'una farmàcia alhora que era consellera.